# Guido Forsting
Guido Forsting (* 5. September 1960 in Duisburg, Nordrhein-Westfalen; † 25. März 2015 in Wipperfürth) war ein deutscher Kommunalpolitiker der CDU und von 1999 bis 2009 Bürgermeister der Stadt Wipperfürth im Oberbergischen Kreis.

## Leben
Nach dem Abitur am Duisburger Mercator-Gymnasium trat Guido Forsting in die Bundeswehr ein, die ihm nach einem Jahr Dienstzeit die Ehrenmedaille verlieh. Das Studium der Rechtswissenschaft zwischen 1981 und 1988 schloss er mit dem ersten juristischen Staatsexamen ab. Im Anschluss daran absolvierte er das Rechtsreferendariat, das er mit dem zweiten Staatsexamen beendete. Währenddessen war er als ständiger Mitarbeiter in einer Duisburger Anwaltskanzlei tätig.
1991 stieg Forsting ins Verwaltungswesen ein. Offiziell beim Rechtsamt des Landkreises Verden beschäftigt war er Teil einer Abordnung im Landkreis Wittenberg, wo er das Rechtsamt leitete und persönlicher Referent des Landrats wurde. Seit 1992 dozierte er am Studieninstitut für kommunale Verwaltung, zwei Jahre später wurde er zum Rechtsamtleiter im Landkreis Halberstadt berufen. Er übernahm den Vorsitz des Personalausschusses für Systemnähe, um Mitarbeiter auf Stasi-Mitarbeit zu überprüfen.
Guido Forsting war Gründungsmitglied des Wipperfürther Rotary-Clubs, seit 2004 war er Vorsitzender der DRK-Ortsgruppe Wipperfürth. Er war verheiratet und hatte zwei Töchter.
Guido Forsting starb am 25. März 2015 in seinem Haus in Wipperfürth.

## Politik
Forsting war seit 1995 CDU-Mitglied. Im folgenden Jahr wählte ihn der Rat der Stadt Wipperfürth zum Ersten Beigeordneten. Damit wurde er auch Geschäftsführer der Wipperfürther Wohnungs- und Entwicklungsgesellschaft und erhielt einen Sitz im Jugend-, Sozial- und Gesundheitsausschuss des Städte- und Gemeindebundes NRW.
Die CDU Wipperfürth wählte Forsting am 27. August 1998 zum Bürgermeisterkandidaten. Im folgenden Jahr setzte er sich in der Direktwahl um das Amt durch und wurde hauptamtlicher Bürgermeister der Stadt Wipperfürth. Damit wurde er auch Aufsichtsratsvorsitzender der Bergischen Energie und Wasser GmbH und Mitglied des Hauptausschusses im Städte- und Gemeindebund.
Nach der Wiederwahl 2004 verlieh er seinem Vorgänger Hans-Leo Kausemann die Ehrenbürgerwürde. 2009 unterlag Guido Forsting bei der Bürgermeisterwahl gegen Michael von Rekowski, den gemeinsamen Kandidaten von SPD, Grünen und UWG. Mit einem Stimmenanteil von etwa 46,7 Prozent musste er sein Amt im Oktober 2009 abgeben, was von vielen Beobachtern als „überraschend“ bezeichnet wurde.
Guido Forsting legte einen Schwerpunkt seiner Arbeit auf den Ausbau von Bauland und der Gewerbegebiete Klingsiepen I und II. Außerdem fiel der Bau eines neuen Feuerwehrhauses und einer Mehrzweckhalle in Kreuzberg in seine Amtszeit. Er initiierte die Bürgerstiftung „Wir Wipperfürther“.
Am 19. Januar 2010 wählte der Rat der Stadt Hemer Forsting mit einer Stimmenthaltung zum Ersten Beigeordneten. Er war nach Ausscheiden von vier Mitbewerbern der einzige Kandidat und übernahm das Amt seines Vorgängers Peter Friedrich zum 1. April 2010 für die Dauer von acht Jahren. Damit war er allgemeiner Vertreter des Bürgermeisters in Verwaltungsaufgaben. Er war zuständig für die Amtsbereiche Planen, Bauen, Verkehr, Umweltamt und übernahm zusätzlich für die ausgeschiedene Referentin das Jugendamt. Am 1. Februar 2011 wurde ihm außerdem die Geschäftsführung des Sauerlandparks Hemer, des Nachfolgeparks der Landesgartenschau 2010 übertragen. Neben der Zuständigkeit für das Jugendamt war er Ansprechpartner des Seniorenbeirates des Rates der Stadt Hemer.
Mit dem Ausscheiden des Stadtkämmerers Werner Dodt zum Jahresende 2012 trat Guido Forsting dessen Nachfolge an. Sein Dezernat II umfasste neben den Kommunalfinanzen auch den Bereich Jugend, Familie, Senioren und Soziales. Die Geschäftsführung des Sauerlandparks verblieb in seinen Händen.